# Below Her Mouth
Below Her Mouth ist ein kanadisches Erotikdrama aus dem Jahr 2016. Regie führte April Mullen, das Drehbuch stammt von Stephanie Fabritzi. Die Hauptrollen spielen Erika Linder und Natalie Krill. Der Film erzählt die Liebesgeschichte zweier Frauen in Toronto.

## Handlung
Die burschikose Dallas betreibt in Toronto eine Dachdeckerfirma. Ihre Beziehung zu ihrer Freundin Joslyn ist für sie nicht glücklich. Auch Jasmine lebt in Toronto. Sie ist erfolgreiche Modejournalistin und mit Rile verlobt. Beim Ausgehen mit ihrer besten Freundin trifft sie die inzwischen frisch getrennte Dallas. Die baggert sie unverhohlen an. Jasmine weist sie zunächst zurück. Doch sie bekommt Dallas nicht aus dem Kopf. Einen Tag später sieht sie Dallas auf dem Dach eines Nachbarhauses. Dort ist sie mit ihrer Firma tätig. In der Badewanne befriedigt sich Jasmine mit dem Wasserstrahl selbst. Beim Verlassen ihres Hauses trifft sie Dallas und sie verabreden sich. Dallas holt Jasmine ab und noch am gleichen Abend beginnen die beiden eine leidenschaftliche Affäre. Die fliegt erst auf, als Jasmines Verlobter vorzeitig von einer Dienstreise zurückkehrt und die Frauen in flagranti erwischt. Letztlich entscheidet sich Jasmine für Dallas und gegen ein Leben mit ihrem Verlobten.

## Produktion
Der Film wurde in dreieinhalb Wochen in Toronto gedreht. Die gesamte Filmcrew war weiblich. Anschließend wurde er 2016 auf dem Toronto International Film Festival uraufgeführt. In Deutschland kam er am 15. April 2017 in die Kinos und 13 Tage später in den USA.

## Kritik
Die großteils negativen Kritiken werfen dem Film vor, nichts abgesehen von den lesbischen Sexszenen zu bieten. Handlung, Charakterentwicklung, Dialog und schauspielerische Leistung werden als schlecht oder fehlend kritisiert.